# Talanga advenalis
Talanga advenalis là một loài bướm đêm trong họ Crambidae.